# Fernand Wyss
Fernand Wyss (ur. 2 stycznia 1920 w Antwerpii, zm. 12 kwietnia 1947 tamże) – strażnik Waffen-SS w obozie koncentracyjnym w Fort Breendonk i kryminalista wojenny podczas II wojny światowej

## Życiorys
W młodości był amatorskim bokserem i zapaśnikiem, a także mechanikiem samochodowym. Po zajęciu Belgii w maju 1940 r. przez wojska niemieckie, podjął kolaborację z okupantami. Nie miał motywów ideologicznych. Początkowo pracował na lotnisku w Deurne, ale wkrótce wstąpił do Waffen-SS. Od października 1940 r. przechodził szkolenie wojskowe w Monachium, zaś od kwietnia 1941 r. w Hamburgu w obozie dla ochotników flamandzkich i holenderskich. Następnie odbył szkolenie ideologiczne w Oberau, po czym skierowano go do okupowanej Belgii. We wrześniu 1941 r. został strażnikiem w obozie koncentracyjnym w Breendonk Fort. Okazał się jednym z najbardziej brutalnych flamandzkich SS-manów, osobiście bił i mordował więźniów. Nazywany był „Bestią z Breendonk”. We wrześniu 1944 r., kiedy nadchodziły wojska alianckie, zbiegł wraz z pozostałymi strażnikami do Niemiec. Prawdopodobnie brał udział w walkach z Armią Czerwoną pod Tilsit w Prusach Wschodnich. Po zakończeniu wojny został 28 maja 1945 r. aresztowany w obozie repatriacyjnym w Turnhout. Prawie nie został wtedy zlinczowany. Po procesie w Mechelen skazano go za zamordowanie co najmniej 16 ludzi i pobicie 167 innych na karę śmierci przez rozstrzelanie, wykonaną 12 kwietnia 1947 r.